# Culpa in contrahendo
Culpa in contrahendo (latin) är en juridisk term för oaktsamhet inom avtalsförhandlingar. Termen beskriver typiskt sett då en avtalspart, genom oaktsamhet, orsakar en annan part skada under avtalsförhandlingar.
Med andra ord; oaktsamhet före eller i samband med att avtal ingås.